# Bogusław VI
Bogusław VI (ur. 1354 lub 1356, zm. 7 marca 1393) – książę wołogoski i rugijski, młodszy syn Barnima IV Dobrego i Zofii.

## Życie i panowanie
W wyniku przeprowadzonego 25 maja 1368 podziału księstwa otrzymał wraz z bratem Warcisławem VI dzielnice rugijską i wołogoską. Na Rugii rządził do 1372.
W wyniku kolejnego podziału księstwa z 5 grudnia 1376 otrzymał samodzielną dzielnicę obejmującą Wołogoszcz, Uznam, Gryfię i Nakło. 
Bogusław VI był orędownikiem rozwoju handlu. W 1390 nadał m.in. prawa handlowe dla polskich kupców. Wzorując się na metodach stosowanych w Związku Hanzeatyckim zwalniał kupców z prawa składu i brzegowego, z wyjątkiem Wołogoszczy. Przeciwstawiał się wszelkim oporom mieszczańskim, np. w Nakle i Strzałowie. 
Został pochowany w klasztorze cystersów w Eldenie.

## Rodzina
Bogusław VI był dwukrotnie żonaty. Pierwszą żoną była Judyta (Juta), córka Eryka II, księcia sasko-lauenburskiego i Agnieszki holsztyńskiej. Z tego związku miał dwie córki:
- Zofię (ur. przed lub w okr. 1380–1381, zm. ok. 1408) – żonę Eryka (I)(inne języki), syna Albrechta, króla Szwecji i Ryszardy, hrabianki zwierzyńskiej(inne języki) oraz Mikołaja V(inne języki), księcia meklemburskiego z linii Werle na Waren,
- Agnieszkę (ur. w okr. 1381–1388, zm. przed 1430?) – żonę Konrada Starszego, pana von Tannrode na Straußfurcie[a][4].

Drugą małżonką natomiast była Agnieszka, córka Magnusa II, księcia brunszwickiego i lüneburskiego i Katarzyny Anhalt-Bernburg. Dawna literatura przedmiotu przypisywała temu małżeństwu dwie znane córki Bogusława VI, tj.: Zofię i Agnieszkę, które według nowszych ustaleń pochodzą z pierwszego małżeństwa z Judytą.

### Genealogia
| Warcisław IV ur. w okr. 11–27 V 1291 zm. w okr. 31 VII–1 VIII 1326 | Warcisław IV ur. w okr. 11–27 V 1291 zm. w okr. 31 VII–1 VIII 1326 |                                                       |                                                       | Elżbieta ur. w okr. 1300–1304 zm. w okr. II–III 1355 lub przed 2 II 1356 | Elżbieta ur. w okr. 1300–1304 zm. w okr. II–III 1355 lub przed 2 II 1356 |  |  | p. Jan II Werle-Güstrow ur. po 1250 zm. 27 VIII 1337 | p. Jan II Werle-Güstrow ur. po 1250 zm. 27 VIII 1337 |                                               |                                               | p. Mechtilda ur. ok. 1295 zm. w okr. 24 X 1333– 14 III 1344 | p. Mechtilda ur. ok. 1295 zm. w okr. 24 X 1333– 14 III 1344 |
|                                                                    |                                                                    |                                                       |                                                       |                                                                          |                                                                          |  |  |                                                      |                                                      |                                               |                                               |                                                             |                                                             |
|                                                                    |                                                                    |                                                       |                                                       |                                                                          |                                                                          |  |  |                                                      |                                                      |                                               |                                               |                                                             |                                                             |
|                                                                    |                                                                    | Barnim IV Dobry ur. w okr. 1319–1320 zm. 22 VIII 1365 | Barnim IV Dobry ur. w okr. 1319–1320 zm. 22 VIII 1365 |                                                                          |                                                                          |  |  |                                                      |                                                      | Zofia ur. w okr. 1324–1325 zm. zap. 5 IX 1364 | Zofia ur. w okr. 1324–1325 zm. zap. 5 IX 1364 |                                                             |                                                             |
|                                                                    |                                                                    |                                                       |                                                       |                                                                          |                                                                          |  |  |                                                      |                                                      |                                               |                                               |                                                             |                                                             |
|                                                                    |                                                                    |                                                       |                                                       |                                                                          |                                                                          |  |  |                                                      |                                                      |                                               |                                               |                                                             |                                                             |
|                                                                    |                                                                    |                                                       |                                                       |                                                                          |                                                                          |  |  |                                                      |                                                      |                                               |                                               |                                                             |                                                             |

|                                                |                                                | 1 Judyta (Juta) ur. przed 10 VIII 1360 zm. po 11 XI 1388 OO w okr. 18 II 1369–5 II 1377 | 1 Judyta (Juta) ur. przed 10 VIII 1360 zm. po 11 XI 1388 OO w okr. 18 II 1369–5 II 1377 | Bogusław VI (ur. 1354 lub 1356, zm. 7 III 1393) | Bogusław VI (ur. 1354 lub 1356, zm. 7 III 1393) | 2 Agnieszka ur. w okr. 1360–1365 zm. w okr. 1 VIII 1430–22 XII 1434 OO w okr. 14–19 IX 1389 | 2 Agnieszka ur. w okr. 1360–1365 zm. w okr. 1 VIII 1430–22 XII 1434 OO w okr. 14–19 IX 1389 |  |  |
|                                                |                                                |                                                                                         |                                                                                         |                                                 |                                                 |                                                                                             |                                                                                             |  |  |
|                                                |                                                |                                                                                         |                                                                                         |                                                 |                                                 |                                                                                             |                                                                                             |  |  |
|                                                | 1                                              |                                                                                         | 1                                                                                       |                                                 |                                                 |                                                                                             |                                                                                             |  |  |
| Agnieszka ur. w okr. 1381–1388 zm. przed 1430? | Agnieszka ur. w okr. 1381–1388 zm. przed 1430? | Zofia ur. przed lub w okr. 1380–1381 zm. ok. 1408                                       | Zofia ur. przed lub w okr. 1380–1381 zm. ok. 1408                                       |                                                 |                                                 |                                                                                             |                                                                                             |  |  |

### Opracowania
- Kazimierz Kozłowski, Jerzy Podralski, Gryfici. Książęta Pomorza Zachodniego, Szczecin: Krajowa Agencja Wydawnicza, 1985, ISBN 83-03-00530-8, OCLC 189424372. Brak numerów stron w książce
- Edward Rymar, Rodowód książąt pomorskich, Szczecin: Książnica Pomorska im. Stanisława Staszica, 2005, ISBN 83-87879-50-9, OCLC 69296056. Brak numerów stron w książce
- Szymański J.W., Książęcy ród Gryfitów, Goleniów – Kielce 2006, ISBN 83-7273-224-8.

### Literatura dodatkowa (online)
- Häckermann. A., Bogislav VI. (VII.) und Wartislav VI. (niem.) [w:] NDB, ADB Deutsche Biographie (niem.), [dostęp 2012-02-27].
- Madsen U., Bogislaw VI. Herzog von Pommern-Wolgast und Gützkow (niem.), [dostęp 2012-02-27].